# Haut alémanique
Le haut alémanique (en allemand : Hochalemannisch) est un dialecte germanique de type allemand supérieur alémanique parlé sur le Plateau suisse, en Suisse alémanique, dans l'est et le nord du Liechtenstein, dans la région méridionale du pays de Bade, dans le Sundgau, en Alsace, ainsi que dans le Voralberg, l’État fédéré le plus occidental de l’Autriche.

## Aire linguistique

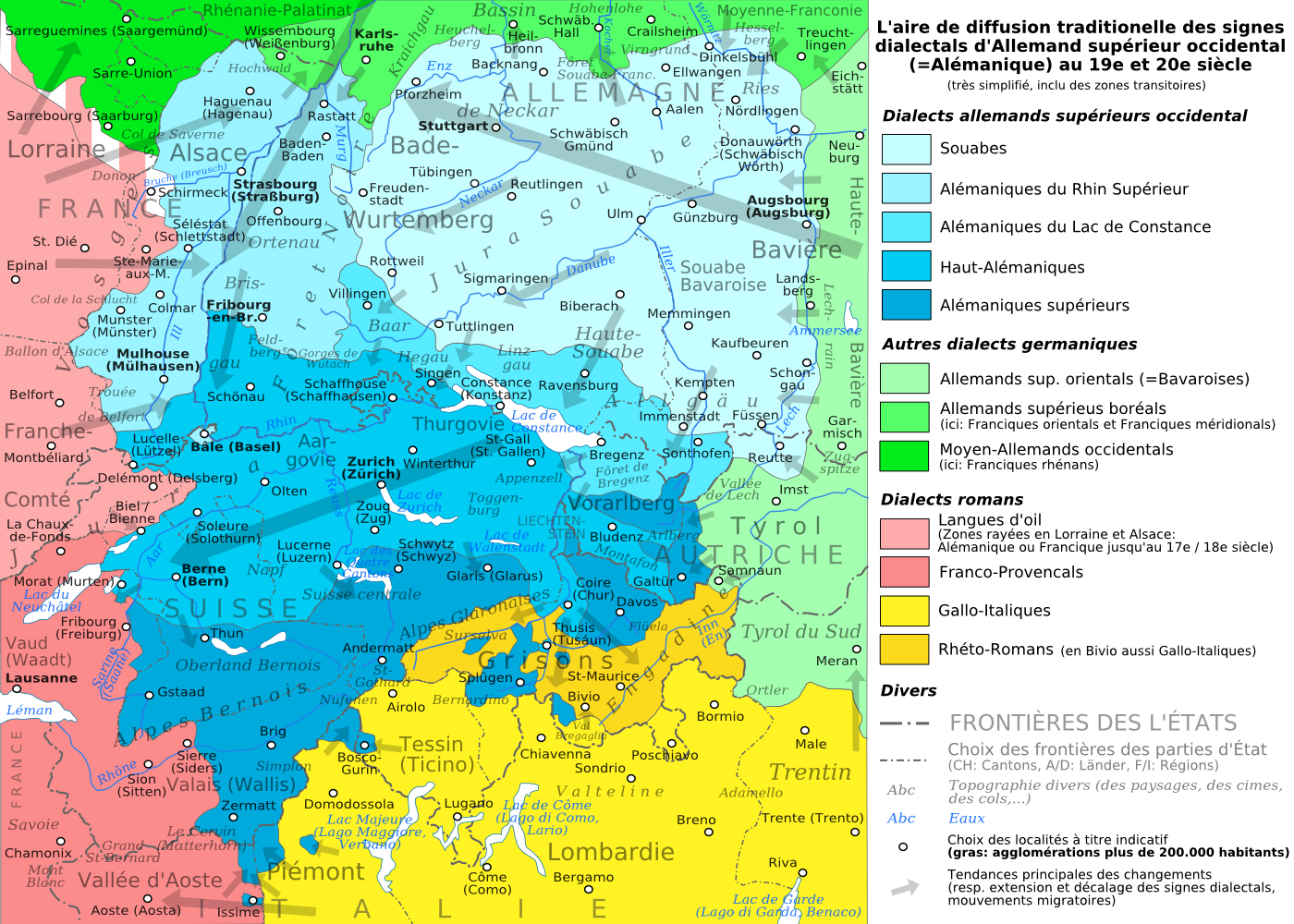
L'aire de diffusion traditionnelle des signes dialectaux d'allemand supérieur occidental (=alémanique) aux.

Les dialectes du haut alémanique sont parlés au Liechtenstein et dans la majeure partie de la Suisse alémanique (plateau suisse), à l’exception des dialectes de l'alémanique supérieur des Alpes suisses au sud et du dialecte bas alémanique autour de la ville de Bâle au nord-ouest. Par conséquent, le haut alémanique ne doit pas être confondu avec le terme « suisse allemand », qui désigne tous les dialectes alémaniques de la Suisse par opposition à la variante suisse de l’allemand standard, la langue littéraire de la Suisse alémanique diglossique. 
En Allemagne, les dialectes haut-alémaniques sont parlés dans le sud du Land de Bade-Wurtemberg, à savoir le Markgräflerland et dans la zone adjacente au sud de Fribourg-en-Brisgau jusqu'à la Forêt-Noire (Schönau). Faisant partie de l'alsacien, ils sont également parlés dans le sud du Sundgau, au-delà du Rhin supérieur, qui fait partie de l'Alsace, en France. 
Dans le Vorarlberg, en Autriche occidentale, une forme de haut alémanique est également parlée autour de la vallée du Rhin alpin. 

## Subdivisions

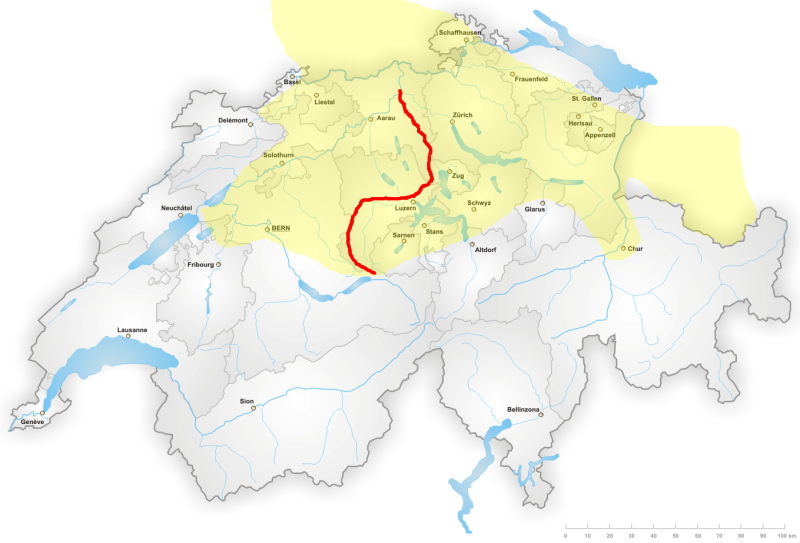
La zone linguistique du haut alémanique avec la ligne Brunig-Napf-Reuss.

Le haut alémanique est traditionnellement subdivisé en une région linguistique orientale et une région linguistique occidentale (Sprachraum), marquée par la ligne Brünig-Napf-Reuss, qui traverse les cantons d’Argovie et de Lucerne :
- le haut alémanique oriental comprend notamment le zurichois, le lucernois et les dialectes de la Suisse orientale ;
- le haut alémanique occidental comprend le bernois, les dialectes allemands de Soleure et de Fribourg, ainsi que la plupart des dialectes d’Argovie et du nord du canton de Lucerne.

## Caractéristiques
La particularité des dialectes du haut alémanique est l'achèvement de la mutation consonnantique du haut allemand, par exemple chalt [xalt] « froid » par opposition au bas alémanique et l'allemand standard kalt [kʰalt]. 